# Секленмунг
Секленмунг (асам.: স্বৰ্গদেউ চুক্লেনমুং) — цар Ахому.

## Правління
Секленмунг заснував нову столицю — місто Ґархґаон. Буранджі називають його Ґархґая роджа. Окрім того, він першим з ахомських правителів почав карбувати власні монети.